# Powiat toruński
Powiat toruński – powiat w Polsce (województwo kujawsko-pomorskie), utworzony w 1999 roku w ramach reformy administracyjnej. Siedzibą powiatu jest Toruń, który jako miasto na prawach powiatu nie wchodzi w jego skład. Największe rzeki to Wisła oraz jej prawy dopływ Drwęca. Przez powiat przebiega trasa autostrady A1, a także Droga krajowa nr 91 Gdańsk-Katowice.
W skład powiatu wchodzą:
- gmina miejska (miasto): Chełmża
- gminy wiejskie: Chełmża, Czernikowo, Lubicz, Łubianka, Łysomice, Obrowo, Wielka Nieszawka, Zławieś Wielka

## Historia
Pierwszy powiat toruński powstał w 1807 roku, jako jednostka administracyjna Księstwa Warszawskiego i wchodził w skład departamentu bydgoskiego aż do 1815 roku. Drugi powiat toruński powstał 1 kwietnia 1818 roku jako jednostka podziału administracyjnego Państwa Pruskiego. Do 1900 roku obejmował także miasto Toruń, które 1 kwietnia stało się osobnym powiatem miejskim. Niemiecki urząd działał do dnia 17.01.1920 roku, kiedy to landrat toruński (pol. Starosta) przekazał swoje kompetencje na ręce delegata urzędu polskiego, Adama Czarlińskiego. W 1900 roku powiat składał się z 1 oficjalnego miasta – Chełmży oraz Podgórza, który pomimo nie przywrócenia praw miejskich utraconych w 1833 roku, od 1845 roku posiadał władze samorządowe zorganizowane na wzór miasta oraz 150 gmin. W 1910 roku liczba gmin zmalała do 134 (64 gminy wiejskie i 69 obszarów dworskich niem. Gutsbezirke). Powierzchnia powiatu wraz z miastem Toruń wynosiła 916 km² (do 1900 r.). W 1906 roku dokonano zmiany administracyjnej, kiedy to gminę Mokre włączono w granice miasta Torunia. Od tej daty powierzchnia powiatu wynosiła 884 km² i nie zmieniała się, aż do czasu zmian administracyjnych w podziale administracyjnym II Rzeczypospolitej w 1938 roku.

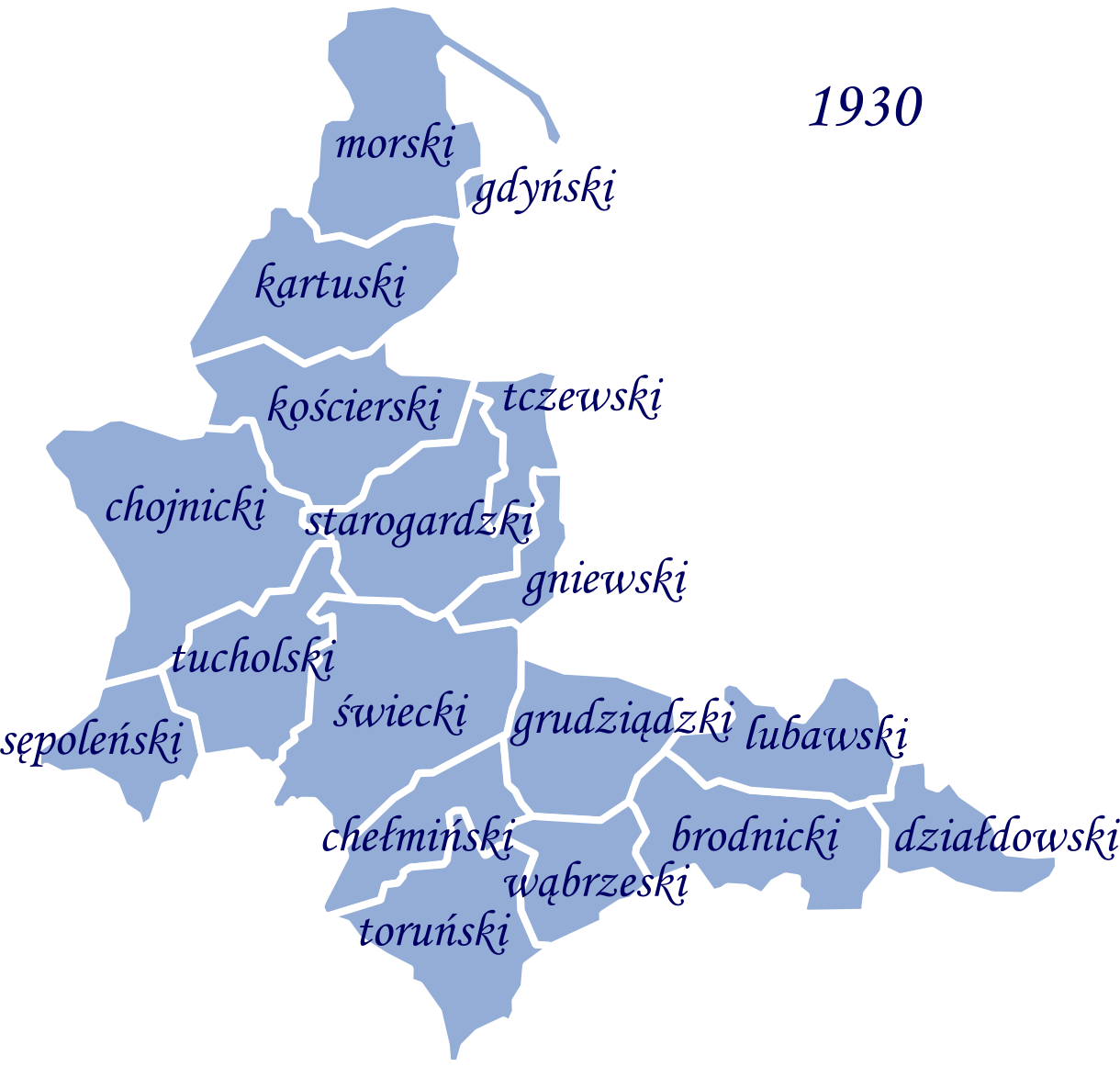
Województwo pomorskie z podziałem na powiaty

Po przyłączeniu Pomorza do Polski powiat toruński wchodził w skład województwa pomorskiego, będąc jego obszarem najbardziej wysuniętym na południe. Graniczył z powiatami chełmińskim i wąbrzeskim w tymże województwie oraz nieszawskim i lipnowskim w województwie warszawskim, inowrocławskim i bydgoskim w województwie poznańskim.

W roku 1930 powiat toruński składał się z: 2 miast (Chełmża, Podgórz), 69 gmin wiejskich oraz 57 obszarów dworskich. Na jego terenie istniało 443,864 km dróg, przebiegało przez niego 10 linii kolejowych. Na system edukacji składało się 76 szkół powszechnych (1-klasowych – 30; 2-klasowych – 31; 3-klasowych – 9; 4-klasowych – 3; 7-klasowych -3). Istniały również 2 przedszkola powiatowe w Lubiczu i Brąchnowie. Sprawy religijne reprezentowało 44 kościołów i kaplic w tym 19 kościołów i 7 kaplic katolickich oraz 15 kościołów i 3 kaplice ewangelickie. 
1 sierpnia 1934 roku z dotychczasowych jednostkowych gmin wiejskich utworzono gminy wiejskie zbiorowe, dzieląc tym samym powiat toruński na następujące gminy wiejskie: Smolno, Rzęczkowo, Łubianka, Chełmża, Zelgno, Turzno, Bielawy, Lulkowo, Podgórz i Popioły oraz miasta Chełmża i Podgórz. Kolejne zmiany administracyjne przyniósł rok 1938, kiedy to 1 kwietnia w granice Torunia włączone zostały tereny gromad Rudak, Stawki i wschodniej części Małej Nieszawki z gminy Podgórz, samo miasto Podgórz oraz część terenów z gminy Lulkowo (gromada Różankowo).
| Rok                            | 1821*             | 1831*             | 1852*               | 1861*               | 1871*               | 1890*               | 1900              | 1910              | 1921              | 1929             | 1931             | 1941   | 1949   |
| ------------------------------ | ----------------- | ----------------- | ------------------- | ------------------- | ------------------- | ------------------- | ----------------- | ----------------- | ----------------- | ---------------- | ---------------- | ------ | ------ |
| Mieszkańcy                     | 32.030            | 34.480            | 54.334              | 57.830              | 69.979              | 87.544              | 66.664            | 59.317            | 53.823            | 57.217           | 60.214           | 52 975 | 48.876 |
| Ewangelicy Katolicy Żydzi/Inne | 13.652 17.733 423 | 15.202 18.427 656 | 22.913 27.572 1.386 | 26.079 29.887 1.678 | 30.375 37.500 1.934 | 41.539 43.884 1.834 | 27.987 37.885 792 | 25.252 33.429 636 | 12.831 53.823 289 | 7.709 49.469 139 | 7.326 52.491 397 | –      | –      |

* dane obejmują również miasto Toruń, które wyłączono z powiatu dopiero w 1900 roku
Warto zaznaczyć, że wchodzące dzisiaj w skład powiatu toruńskiego tereny z gmin Obrowo, Czernikowo i częściowo Lubicz leżące za Drwęcą, na dawnym terenie zaboru rosyjskiego należały do powiatu lipnowskiego w województwie warszawskim. Tereny te wchodziły w skład następujących gmin: Osówka, Mazowsze, Dobrzejewice (Obrowo) i Czernikowo. Dopiero w dniu 1 kwietnia 1938 roku powiat lipnowski wraz z innymi został przyłączony do województwa pomorskiego ze stolicą w Toruniu.
Wybuch II wojny światowej spowodował likwidację polskiej władzy w powiecie toruńskim. Na mocy dekretu inkorporacyjnego z 8.10.1939 roku, zachodnie i północne ziemie polskie zostały wcielone do III Rzeszy. Tereny wcielone do Rzeszy zostały podzielone pod względem administracyjnym na okręgi. Powiat toruński wszedł w skład Okręg Rzeszy Gdańsk-Prusy Zachodnie, a w jego ramach znajdował się na terenie rejencji bydgoskiej. 29 grudnia 1939 roku przywrócono wszystkim miejscowościom niemieckie nazwy obowiązujące przed 1920 rokiem. Jednocześnie do końca 1939 roku organizowano nowe władze. Na czele powiatu stał landrat – kierownik administracji państwowej i samorządu oraz równocześnie kierownik partii NSDAP. W czasie okupacji funkcję landrata sprawowały 3 osoby. Od 1939 roku do 1941 roku Kippke, w latach 1941–1943 Franz Böse, a ostatnim sprawującym funkcję w latach 1943–1945 był Dr Ernst Hild. Na dzień 1 stycznia 1945 roku Landkreis Thorn (obowiązująca nazwa powiatu) dzielił się na 1 miasto Kulmsee oraz 12 gmin w ramach których istniało 83 mniejszych jednostek – wspólnot (niem. Übrige Gemeinden).
Po wojnie ponownie odtworzono polski powiat toruński. Starostwo powiatowe zaczęto organizować w Toruniu od marca 1945 roku, jednak powołane zostało znacznie wcześniej, gdyż już dnia 23 listopada 1944 roku kiedy to PKWN wydał dekret o organizacji i zakresie działania samorządu terytorialnego, który znosił strukturę administracyjną wprowadzoną przez Niemcy i przywracał przedwojenny podział administracyjny Polski. Na jego czele stał starosta powiatowy do którego zadań należały wszystkie sprawy administracji państwowej na terenie powiatu, jeżeli nie były zastrzeżone właściwości władz naczelnych, wojewody i innych władz państwowych czy samorządowych. Równocześnie po wyzwoleniu terenów poszczególnych gmin odtwarzano samorząd lokalny, który reprezentowała Gminna Rada Narodowa wraz z Zarządem Gminnym na który składał wójt, podwójci i 3 członków. Organy te powstały na mocy ustawy Krajowej Rady Narodowej z dnia 11 września 1944 roku o organizacji i zakresie działania rad narodowych. Na podstawie tej samej ustawy powoływano Powiatowe Rady Narodowe, które stanowiły naczelny organ uchwałodawczy samorządu terytorialnego oraz planowania działalności publicznej i kontroli nad rządowymi i samorządowymi organami wykonawczymi. Organem wykonawczym PRN był Wydział Powiatowy, który decyzją Ministra Administracji Publicznej w lutym 1947 roku włączono do Starostw Powiatowych. Dualizm władzy w polskich powiatach zlikwidowano dopiero w 1950 roku na mocy ustawy o terenowych organach jednolitej władzy państwowej z dnia 20.03.1950 roku na mocy której powoływano Prezydium Powiatowej Rady Narodowej i Urząd Powiatowy (podobnie działo się w gminach gdzie zlikwidowano Zarząd Gminny z wójtem).
W latach 1945–1954 powiat toruński składał się z 1 miasta (Chełmża), 11 gmin (Chełmża, Grębocin, Lulkowo, Łubianka, Podgórz zs. Mała Nieszawka, Popioły zs. Otłoczyn, Rzęczkowo, Smolno, Turzno, Zelgno, Złotoria) i 94 gromad. Obszar powiatu wynosił 797 km². Według stanu na rok 1949 na terenie powiatu znajdowało się 866,5 km dróg kołowych, ludność zatrudniona była w 94 zakładach pracy (państwowych 5, samorządowych 7, spółdzielczych 82). Jednak powiat od początku swojego istnienia miał przede wszystkim charakter rolniczy.
Zaludnienie poszczególnych gmin wynosiło (październik 1949 rok):
| Gmina          | Ludność |
| -------------- | ------- |
| Miasto Chełmża | 11 462  |
| Chełmża-wieś   | 5 536   |
| Grębocin       | 4 869   |
| Lulkowo        | 4 261   |
| Łubianka       | 4 645   |
| Podgórz        | 1 963   |
| Popioły        | 902     |
| Rzęczkowo      | 4 750   |
| Smolno         | 2 813   |
| Turzno         | 3 320   |
| Zelgno         | 2 361   |
| Złotoria       | 1 994   |

Kolejne poważne zmiany administracyjne przyniósł rok 1954, kiedy to na miejsce dotychczasowych gmin wprowadzono nową jednostkę podziału administracyjnego – gromady. Zostały one wprowadzone ustawą z dnia 25 września 1954 roku, o reformie podziału administracyjnego wsi i powołaniu gromadzkich rad narodowych. Organem wykonawczym gromady była Gromadzka Rada Narodowa.
Z dotychczasowych gmin powiatu utworzono gromady Biskupice, Brzezinko, Dzwierzno, Głuchowo, Grębocin, Grzegorz, Grzywna, Lubicz, Lulkowo, Łubianka, Ostaszewo, Otłoczyn, Pędzewo, Pluskowęsy, Rozgarty, Rzęczkowo, Siemoń, Toporzysko, Turzno, Wielka Nieszawka, Wypcz i Złotoria.
1 stycznia 1955 roku w granice powiatu toruńskiego włączono Gromadę Mierzynek oraz Gromadę Głogowo, które dotychczas znajdowały się w powiecie lipnowskim. Rok później 1 stycznia 1956 roku, do powiatu toruńskiego również kosztem powiatu lipnowskiego włączono kolejne 3 gromady: Obrowo, Osiek i Łążyn. Po tych zmianach po raz pierwszy granice powiatu toruńskiego objęły tereny leżące w latach 1815–1920 w innym zaborze – rosyjskim, były to obszary znajdujące się na historycznej ziemi dobrzyńskiej. W tym samym czasie wieś Grabie przyłączono do powiatu aleksandrowskiego. W kolejnych latach dochodziło do zmian liczby gromad i ich terytorium, nie dochodziło jednak do przyłączeń całych obszarów gromad z innych powiatów. W 1958 roku zniesiono gromady Głuchowo i Pluskowęsy, a na ich miejsce stworzono Gromadę Chełmża. 31 grudnia 1959 roku zniesiono gromady Mierzynek (włączono do gromady Lubicz), Pędzewo i Rozgarty (z których stworzono gromadę Górsk), Siemoń (włączono do gromady Rzęczkowo), Brzezniko (włączenie do gromady Turzno) oraz Grzegorz i Dzwierzno, z których utworzono nową gromadę Zelgno. Kolejne zmiany przyniósł rok 1961, kiedy to 31 grudnia zniesiono gromady: Biskupice (włącznie do gromady Łubianka), Grzywna (włącznie do gromady Chełmża), Łążyn (włącznie do nowej gromady Dobrzejewice), Ostaszewo (teren oprócz wsi Sławkowo włączono do nowej gromady Łysomice), Wypcz (teren podzielono pomiędzy gromady Chełmża i Łubianka) oraz Otłoczyn, której teren podzielono pomiędzy gromadę Wielka Nieszawka oraz gromadę Wołuszewo w powiecie aleksandrowskim. Zmieniono również siedziby 2 Gromadzkich Rad Narodowych z Głogowa na Dobrzejewice oraz Lulkowa na Łysomice, co skutkowało również zmianą ich nazwy.
Następne zmiany wprowadzono 31 grudnia 1971 roku kiedy zlikwidowano kolejne gromady: Dobrzejewice (część terenu włączono do gromady Lubicz z części utworzono nową gromadę Kawęczyn), Obrowo (włączenie do gromady Kawęczyn), Złotoria (włączono do gromady Lubicz i Osiek nad Wisłą), połączono również gromady Toporzysko i Górsk tworząc, istniejącą już wcześniej gromadę Pędzewo.
Zmiany te nie przetrwały długo, gdyż już dokładnie rok później 1 stycznia 1973 roku w miejsce gromad przywrócono większe gminy. W chwili reformy na terenie powiatu toruńskiego istniało 12 gromad (Chełmża, Grębocin, Kawęczyn, Lubicz, Łubianka, Łysomice, Osiek nad Wisłą, Pędzewo, Rzęczkowo, Turzno, Wielka Nieszawka i Zelgno). Zgodnie z uchwałą Wojewódzkiej Rady Narodowej z dniem 1 stycznia 1973 roku utworzono następujące gminy: Chełmża – wieś, gmina Dobrzejewice (w październiku 1973 r. siedzibę gminy przeniesiono do Obrowa, tym samym zmieniono jej nazwę), Lubicz, Łubianka, Łysomice, Wielka Nieszawka, Zławieś Wielka. Z istniejących 12 gromad wiejskich utworzono 7 dużych gmin. Porównując to do stanu sprzed 1954 roku, czyli likwidacji gmin i wprowadzenia gromad, liczba gmin wiejskich uległa zmniejszeniu o 4. Jedynymi przywróconymi gminami wiejskimi były Łubianka oraz Chełmża-wieś.
Trzeba również zaznaczyć, że oprócz gmin wiejskich, których zmiany terytorialne opisano powyżej, przez cały ten okres istniała gmina miejska Chełmża, w której siedzibę miały również władze zarówno gminy wiejskiej, jak i gromady Chełmża-wieś.
Powiat toruński w związku z kolejną reformą administracyjną kraju został zlikwidowany w 1975 roku, w jego miejsce utworzono województwo toruńskie składające się z 13 miast (w tym 5 miast jako gminy miejsko-wiejskie) oraz 36 gmin wiejskich. Przywrócono go w 1999 roku, włączając w jego granice gminę Czernikowo, dotychczas znajdującą się w województwie włocławskim, a wcześniej (przed 1975 roku) w powiecie lipnowskim.
Z chwilą likwidacji powiatu charakterystyka poszczególnych gmin pod względem powierzchni i liczby mieszkańców przedstawiała się następująco:
| Gmina            | Ludność | Powierzchnia w km² |
| ---------------- | ------- | ------------------ |
| Miasto Chełmża   | 14 581  | 7,83               |
| Chełmża-wieś     | 10 466  | 178,86             |
| Lubicz           | 13 499  | 126,65             |
| Łubianka         | 5 515   | 84,56              |
| Łysomice         | 7 332   | 126,63             |
| Obrowo           | 7 596   | 161,54             |
| Wielka Nieszawka | 2 596   | 217,45             |
| Zławieś Wielka   | 7 994   | 177,86             |
| Razem            | 69 579  | 1081,38            |

## Demografia

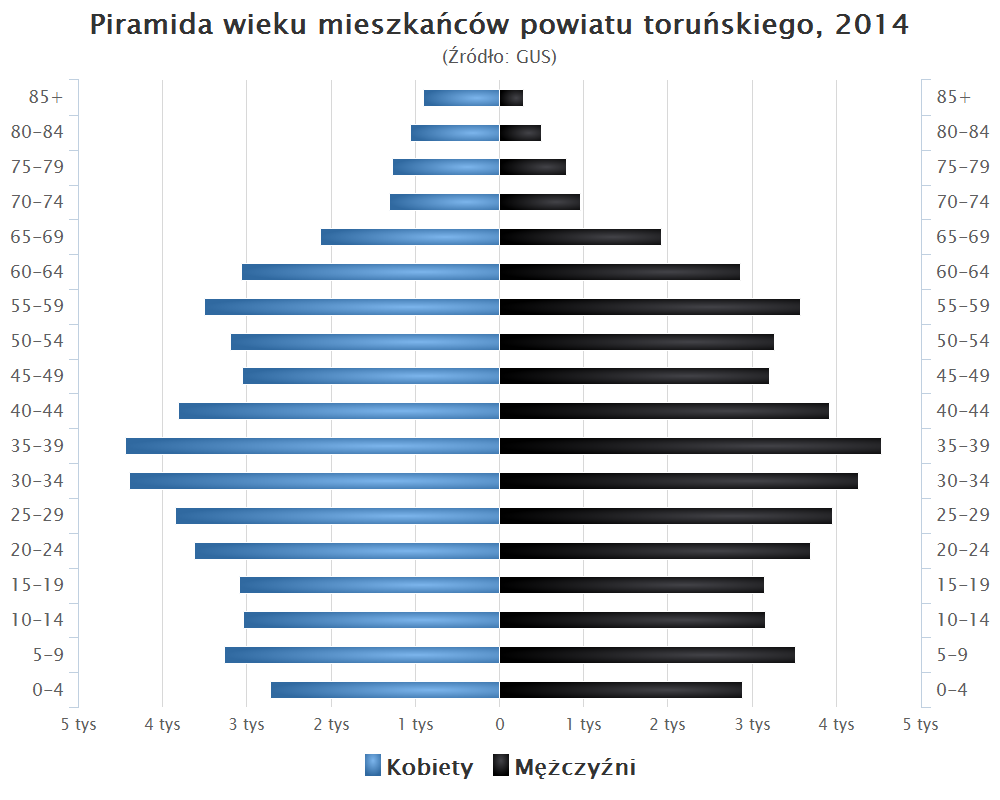
Piramida wieku mieszkańców powiatu toruńskiego w 2014 roku

Liczba ludności (dane z 30 czerwca 2014):
|        | Ogółem  | Ogółem | Kobiety | Kobiety | Mężczyźni | Mężczyźni |
| osób   | %       | osób   | %       | osób    | %         |           |
| ------ | ------- | ------ | ------- | ------- | --------- | --------- |
| Ogółem | 101 578 | 100    | 51 448  | 50,65   | 50 130    | 49,35     |
| Miasto | 14 965  | 14,73  | 7770    | 7,65    | 7195      | 7,08      |
| Wieś   | 86 613  | 85,27  | 43 678  | 43,00   | 42 935    | 42,27     |

▶Wieś vs ▶miasto
Ogółem (▶k, ▶m)
Miasto (▶k, ▶m)
Wieś (▶k, ▶m)
Jedynym i największym miastem w powiecie jest Chełmża licząca 14 965 mieszkańców. Najludniejszą zaś jest gmina Lubicz, która liczy 19 123 mieszkańców. Pozostałymi gminami które liczą ponad 10 tys. mieszkańców są: Obrowo (14 536) i Zławieś Wielka (13 227). Najmniejszą zaś jest gmina Wielka Nieszawka licząca tylko 4920 mieszkańców. Według danych z 31 grudnia 2019 roku powiat zamieszkiwało 108 345 osób. Natomiast według danych z 30 czerwca 2020 roku powiat zamieszkiwało 108 938 osób.

## Kultura i turystyka

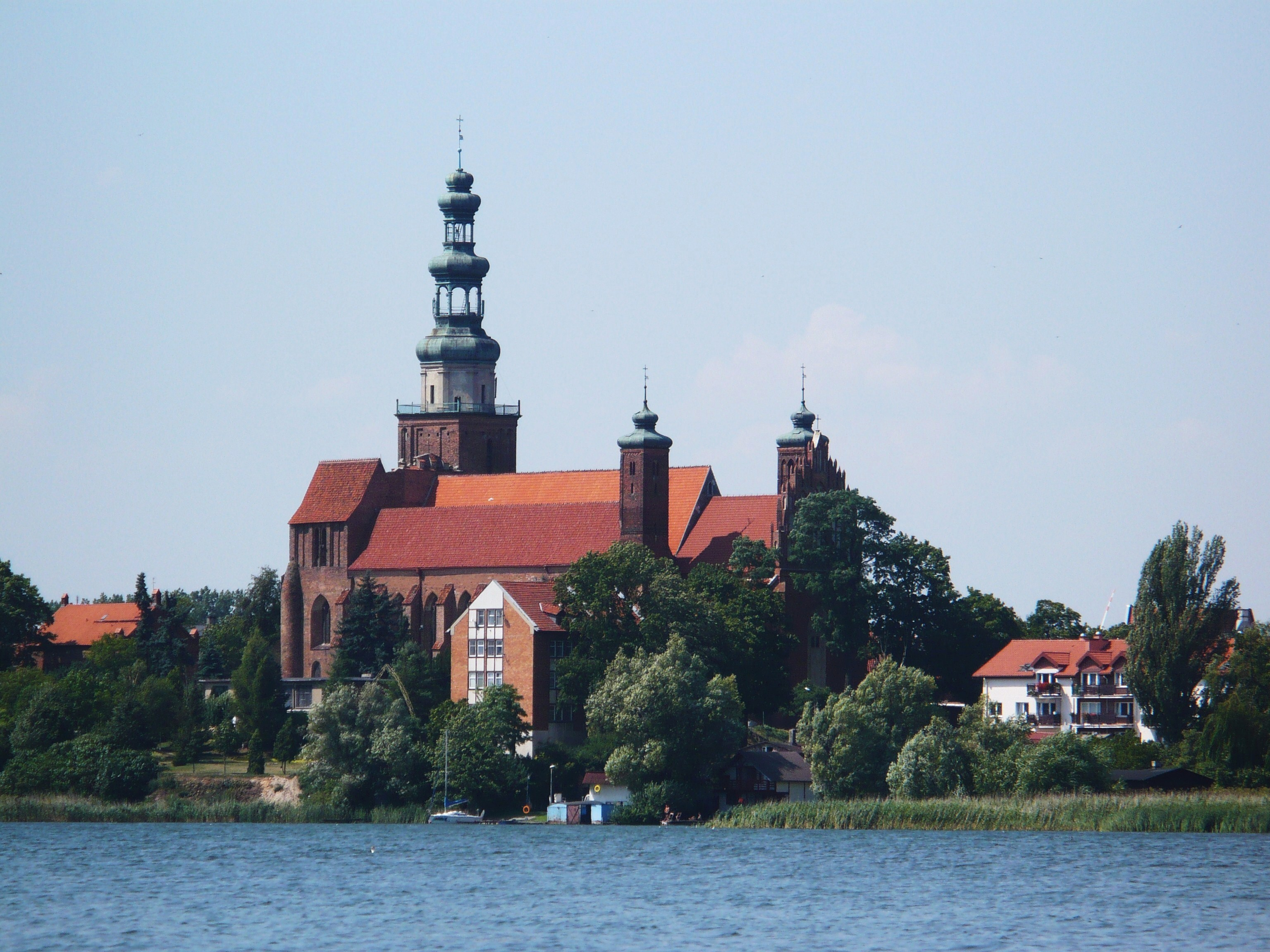
Bazylika konkatedralna Świętej Trójcy widziana z drugiego brzegu Jeziora Chełmżyńskiego

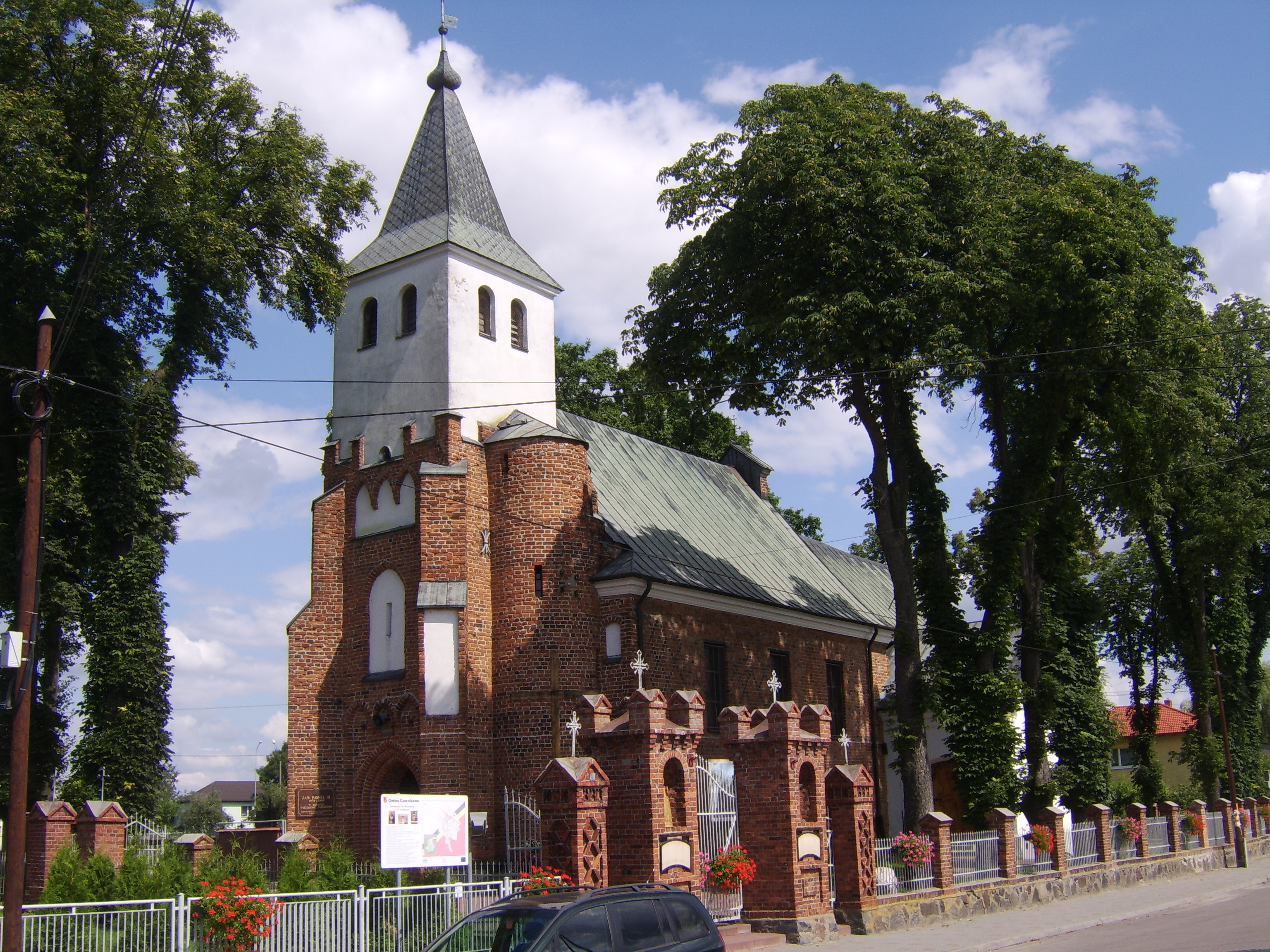
Kościół parafialny pod wezwaniem św. Bartłomieja w Czernikowie

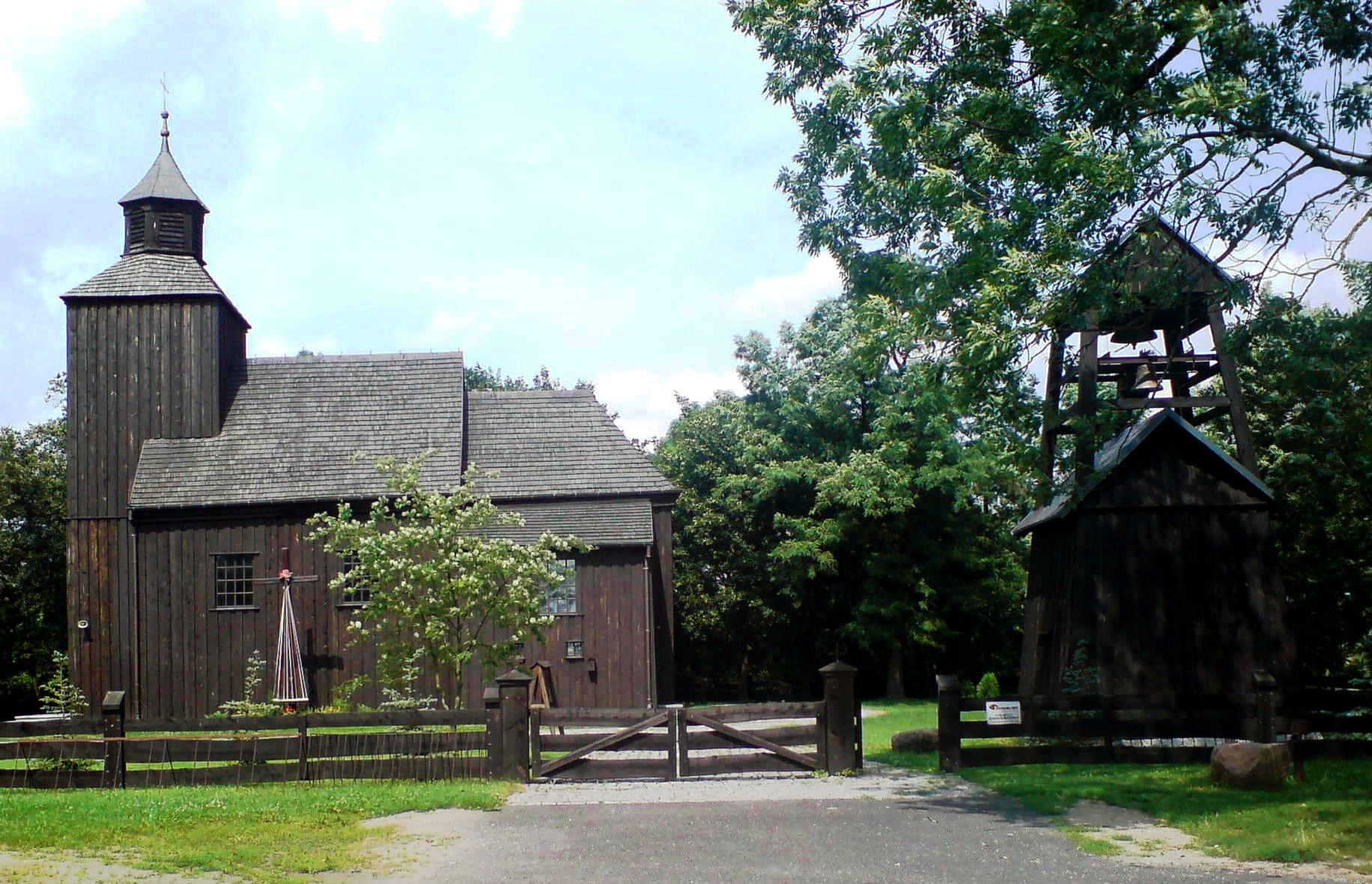
Kościół w Młyńcu Drugim

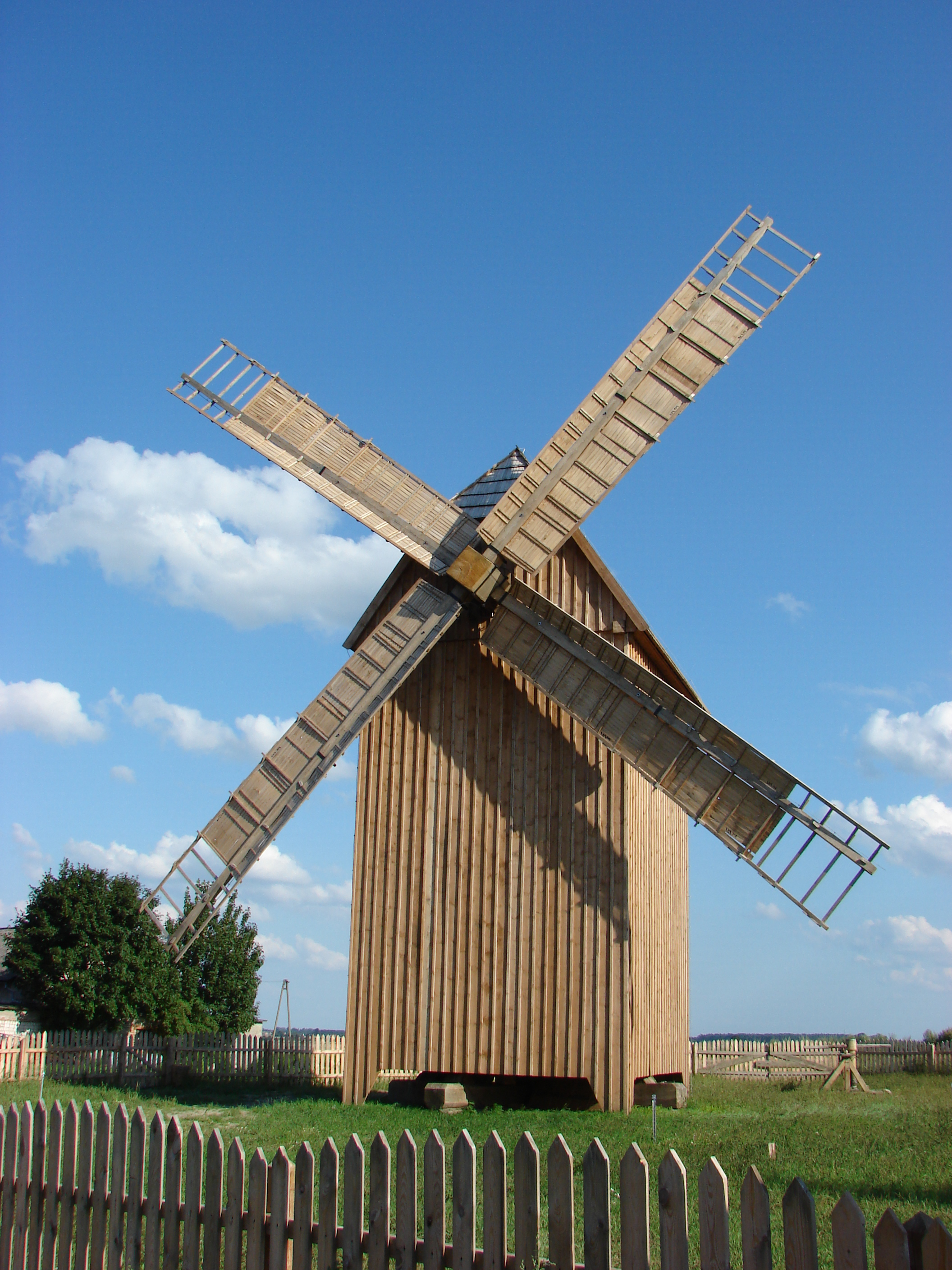
Wiatrak koźlak z roku 1867 w Bierzgłowie

### Zabytki
- Bierzgłowo
  - gotycki kościół Wniebowzięcia NMP z przełomu XIII i XIV w., obok drewniana dzwonnica z 1769 roku
  - wiatrak-koźlak z 1867 roku
- Biskupice – kościół z lat 1760–1764, nawiązujący do kościołów gotycki
- Chełmża
  - dawny kościół katedralny św. Trójcy z XIII-XV w.
  - kościół św. Mikołaja z XIV w.
- Czarnowo – gotycki kościół św. Marcina z początku XIV w.
- Czernikowo – gotycki kościół z około 1370 roku, przebudowany około 1641 roku i w 1904 roku
- Dźwierzno – gotycki kościół Wniebowzięcia NMP z przełomu XIII i XIV w.
- Gostkowo – gotycki kościół Wniebowzięcia NMP z przełomu XIII i XIV w. z wieżą z 1928 roku
- Górsk – barokowy kościół św. Jana Chrzciciela z 1613 roku, odbudowany po zniszczeniach w latach 1661–1687, wewnątrz m.in. polichromowany strop z końca XVII w.
- Grębocin – dawny kościół gotycki z przełomu XIII i XIV w., z wieżą dobudowaną w XIV w., obecnie Muzeum Piśmiennictwa i Drukarstwa
- Gronowo
  - gotycki kościół z pierwszej połowy XIV w., z wieżą dobudowaną w pierwszej połowie XVII w.
  - pałac Wolffów z początku XX w.
- Grzywna – gotycki kościół zbudowany po 1293 roku
- Kiełbasin – gotycki kościół Narodzenia NMP z pierwszej połowy XIV w.
- Łążyn – klasycystyczny dwór z początku XIX w.
- Mała Nieszawka
  - drewniany kościół pomenonicki z XIX w.
  - ruiny zamku krzyżackiego z połowy XIII w., zburzony na mocy pokoju melneńskiego w XV w.
- Młyniec – drewniany kościół św. Ignacego Loyoli z 1750 roku
- Nawra
  - zespół pałacowo-parkowy: pałac Szpilowskich, później Sczanieckich, zbudowany w latach 1798–1805 według projektu H. Szpilowskiego, przebudowany ok. 1870-80
  - kościół św. Katarzyny z XIV w., przebudowany w XVII i XVIII w.
- Obrowo – klasycystyczny dwór z przełomu XVIII i XIX w.
- Papowo Toruńskie – kościół gotycki sprzed 1300 roku, rozbudowany w latach 1906–1907
- Pluskowęsy – dwór z trzeciej ćwierci XIX w.
- Przeczno – gotycki kościół Św. Krzyża z początku XIV w.
- Przysiek – zespół dworski: dwór z 1739 roku, przebudowany i rozbudowany pod koniec XIX w., browar z 1608 r., młyn z 1725 roku, park krajobrazowy
- Rogowo – gotycki kościół Podwyższenia Krzyża Św. z połowy XIV w.
- Steklin – dwór Zielińskich z połowy XIX w.
- Świerczynki – gotycki kościół św. Jana Chrzciciela z przełomu XIII i XIV w.
- Turzno
  - zespół pałacowo-parkowy: pałac z połowy XIX w. według projektu H. Marconiego, przebudowany w końcu XIX w., boczne skrzydło z 1928 roku, domek dozorcy, w parku krajobrazowym z XIX w. ruiny pawilonu neogotyckiego
  - krzyż (karawaka) z XIX w.
  - klasycystyczna kaplica z 1800 roku
- Zamek Bierzgłowski – zamek krzyżacki z końca XIII-XIV w.
- Warszewice – Pałac dawniej gdzie mieszkała rodzina Zawiszy Czarnego Obecnie szkoła której patronem jest Zawisza Czarny

### Media lokalne
- TVP Bydgoszcz – Redakcja Toruń
- TV Toruń
- TVK Marton
- Polskie Radio Pomorza i Kujaw
- Radio GRA
- Radio Eska
- Nowości – Gazeta Pomorza i Kujaw
- Gazeta Pomorska
- Gazeta Wyborcza Toruń
- Teraz Toruń
- City Toruń
- 7 Dni Toruń
- Metro

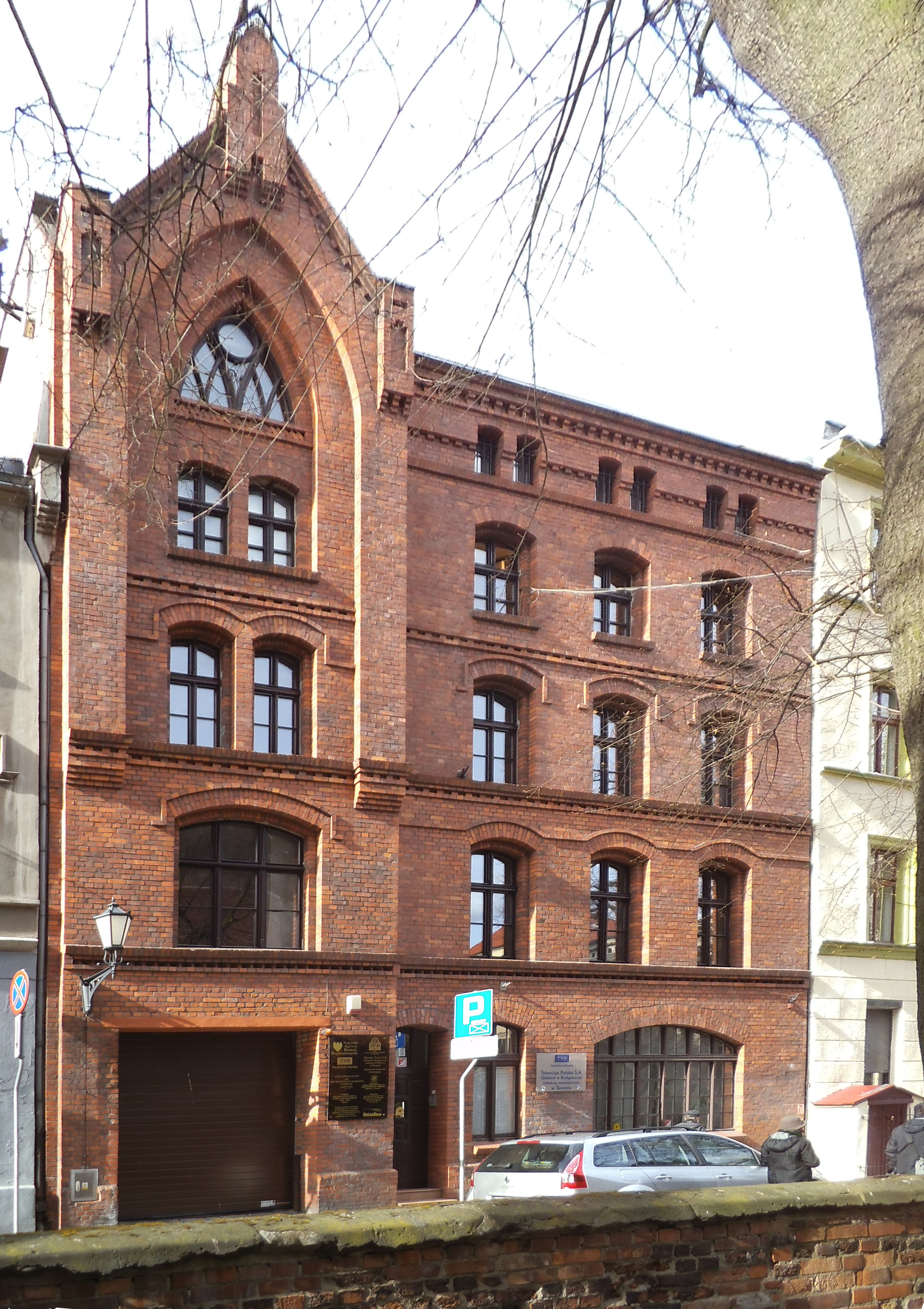
Siedziba redakcji TVP w Toruniu

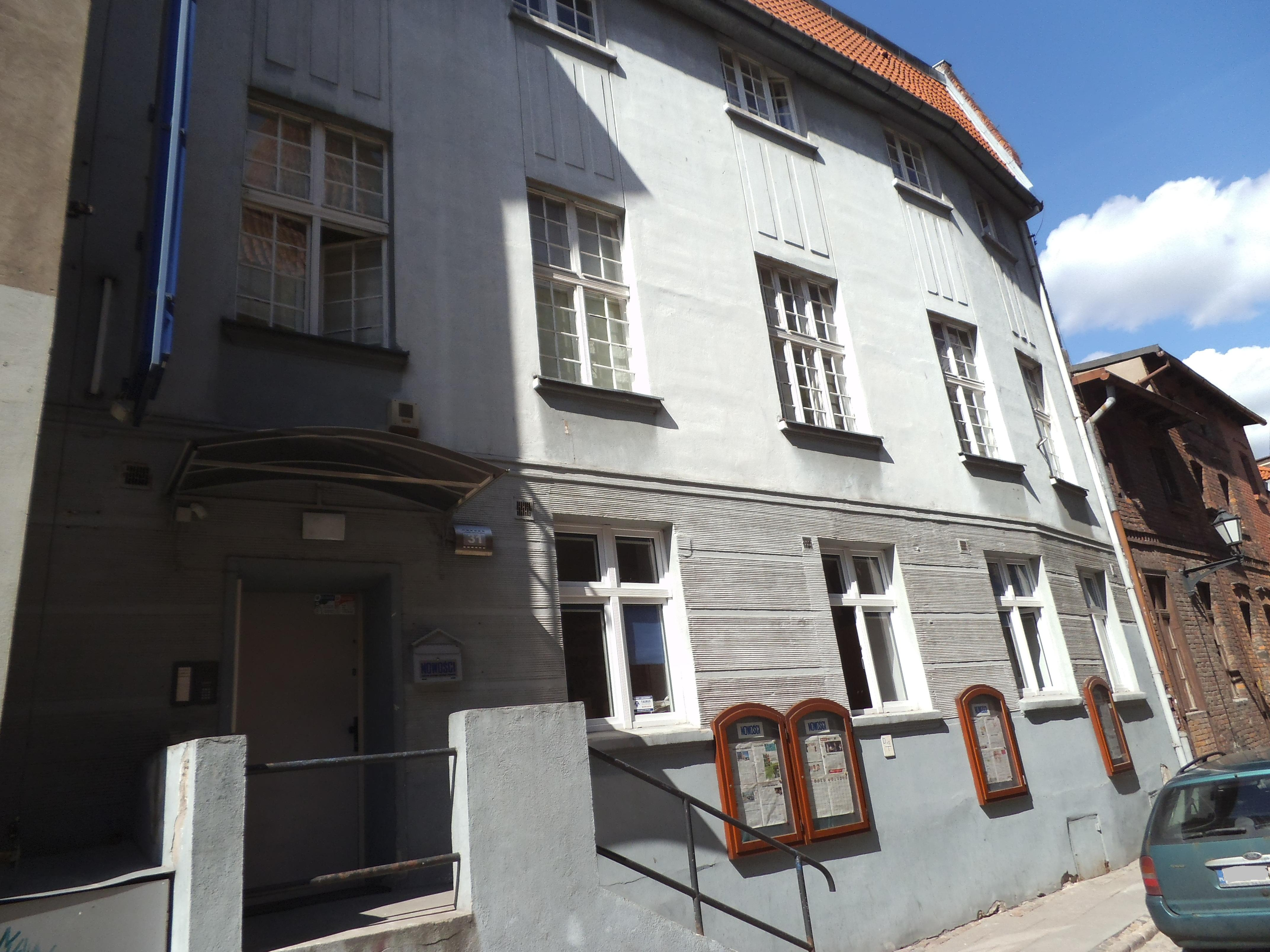
Siedziba redakcji Nowości w Toruniu

- Kurenda- gazeta wydawana w Chełmży
- Gazeta Chełmżyńska
- Powiat Toruński – miesięcznik samorządowy

## Transport

### Transport drogowy

#### Drogi krajowe
- A1E75  (Gdańsk – Toruń – Łódź – Częstochowa – Gliwice – Gorzyczki)
- S10 / 10 (Lubieszyn – Szczecin – Piła – Bydgoszcz – Toruń – Płońsk)
- 15 (Trzebnica – Września – Gniezno – Inowrocław – Toruń – Ostróda)
- 80 (Pawłówek – Bydgoszcz – Toruń – Lubicz)
- 91 (Gdańsk – Toruń – Włocławek – Łódź – Częstochowa – Podwarpie)

#### Drogi wojewódzkie
- 200 (10 – Cierpice)
- 250 (Suchatówka 15 – Służewo 266)
- 258 (Obrowo 10 – 91)
- 273 (Cierpice 10 – Mała Nieszawka – 91)
- 499 (Ostaszewo 91 – Mirakowo 599)
- 546 (Zławieś Wielka 80 – Łubianka 553)
- 551 (Strzyżawa – Unisław – Chełmża – Wąbrzeźno)
- 552 (Lubicz A1/S10 – Różankowo)
- 553 (Toruń – Różankowo 552 – Wybcz 551)
- 569 (Golub-Dobrzyń – Dobrzejewice 10)
- 572 (Lubicz Dolny – 10)
- 589 (Chełmża – 91)
- 597 (Rzęczkowo 546 – Unisław 551)
- 646 (Turzno – 15)
- 649 (Pluskowęsy 551 – Sierakowo 554)
- 654 (Toruń – Silno 258)
- 657 (Złotoria 654 – Lubicz Górny 10)

### Transport kolejowy

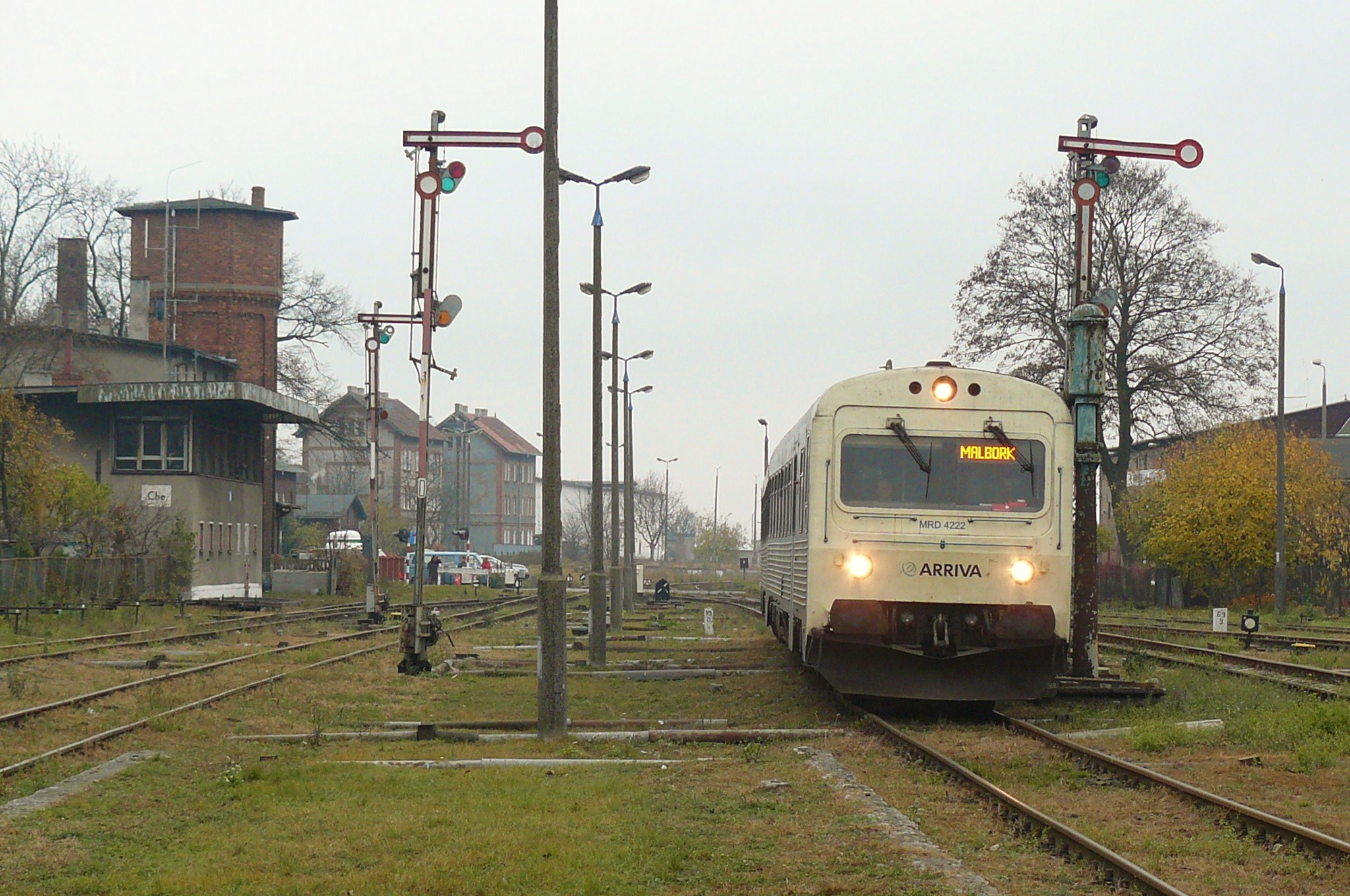
MRD 4222 kolejowego przewoźnika Arriva RP z Torunia do Malborka na dworcu w Chełmży

- 18 (Kutno – Toruń Główny – Bydgoszcz Główna – Piła Główna)
- 353 (Poznań Wschód – Inowrocław – Toruń Główny – Olsztyn Główny – Żeleznodorożnyj)
- 27 (Toruń Wschodni – Lubicz – Sierpc – Nasielsk)
- 207 (Toruń Wschodni – Chełmża – Grudziądz – Malbork)
- 209 (Bydgoszcz Wschód – Unisław Pomorski – Chełmża – Kowalewo Pomorskie)

## Transport Lokalny w powiecie
Transportem osobowym na terenie powiatu toruńskiego zajmuje się kilku przewoźników. Największym z nich jest prywatna spółka VEOLIA Transport Kujawy Sp. z o.o., która powstała 1 lipca 2004 roku po sprywatyzowaniu dawnego państwowego PKS Toruń powstałego 1 stycznia 1950 roku. Veolia dysponuje ponad 100 autokarami i busami. W powiecie są też inne prywatne firmy transportowe zajmujące się komunikacją w obrębie powiatu. Są to: Trans-Tur, Trans-Tom i Hanvan, zajmujący się transportem między Toruniem a Chełmżą.
W powiecie toruńskim funkcjonuje transport kolejowy. Obecnie na trasach w powiecie przewożeniem pasażerów zajmuje się dwóch operatorów: Przewozy Regionalne oraz Arriva RP. Spółka Przewozy Regionalne obsługuje 18 (odcinek Toruń Główny – Bydgoszcz Główna). Natomiast przewoźnik Arriva RP wozi pasażerów na liniach 18 (odcinek Toruń Główny – Kutno) oraz 27, 207, 209, 353.

## Starostowie toruńscy
Na podstawie źródła:
- Eugeniusz Lewandowski (21 listopada 1998 – 24 listopada 2006)
- Mirosław Roman Graczyk (24 listopada 2006 – 17 listopada 2018)
- Marek Karol Olszewski (17 listopada 2018 – nadal)

## Sąsiednie powiaty
- miasto Toruń
- miasto Bydgoszcz
- powiat bydgoski
- powiat aleksandrowski
- powiat inowrocławski
- powiat lipnowski
- powiat chełmiński
- powiat golubsko-dobrzyński
- powiat wąbrzeski